# Округ Филипс (Колорадо)
Филипс (енгл. Phillips County) је округ у америчкој савезној држави Колорадо. По попису из 2010. године број становника је 4.442. Седиште округа је град Холјок.

## Демографија
Према попису становништва из 2010. у округу је живело 4.442 становника, што је 38 (0,8%) становника мање него 2000. године.
| Група             | 2000.         | 2010.         |
| Белци             | 3.865 (86,3%) | 3.526 (79,4%) |
| Афроамериканци    | 9 (0,2%)      | 18 (0,4%)     |
| Азијати           | 18 (0,4%)     | 26 (0,6%)     |
| Хиспаноамериканци | 527 (11,8%)   | 830 (18,7%)   |
| Укупно            | 4.480         | 4.442         |